# Monica den Boer
Monica Geertruida Wilhelmina den Boer (Rotterdam, 12 januari 1963) is een Nederlands voormalig Tweede Kamerlid voor Democraten 66 (D66) en voormalig bijzonder hoogleraar aan de Vrije Universiteit Amsterdam.

## Biografie
Monica den Boer volgde een opleiding in de taalkunde aan de Universiteit van Tilburg. In 1990 promoveerde ze op het proefschrift Legal Whispers: Narrative Transformations in Dutch Criminal Evidence. Daarna werkte ze als onderzoeker aan de University of Edinburgh en bij het Netherlands Institute for the Study of Crime and Law Enforcement te Leiden. Van 1995 tot 1996 was ze een van de medewerkers van de parlementaire enquêtecommissie evaluatie enquête onderzoeksmethode. Aansluitend werd ze lector op het gebied van justitie en binnenlandse zaken bij het European Institute of Public Administration, een functie die ze tot en met 1999 vervulde. Daarna was ze tot en met 2002 universitair hoofddocent aan de Universiteit van Tilburg. Ze gaf les in vakken op het gebied van bestuurskunde, centrum voor recht en bestuurskunde en informatica. In 2002 maakte ze de overstap naar het Institute for European Law Enforcement Administration te Brussel waar ze tot en met 2003 directeur was.
Van 2003 tot en met 2016 was ze decaan bij de Nederlandse Politie Academie. Daarnaast was ze directeur van de afdeling onderzoek. In 2004 volgde haar benoeming tot bijzonder hoogleraar vergelijkende bestuurskunde aan de Vrije Universiteit Amsterdam. In 2009 werd zij benoemd als lid van de commissie-Davids die onderzoek deed naar de besluitvorming over de politieke steun aan de Irakoorlog in 2003. Den Boer was van 2004 tot 2009 vicevoorzitter van het Instituut Clingendael. In 2013 werd ze directeur van SeQure Research & Consultancy.
In 2017 was zij kandidaat voor de Tweede Kamer namens D66. Met een twintigste plaats op de kandidatenlijst werd ze niet direct verkozen (D66 haalde 19 zetels). Ze behaalde 13.582 voorkeurstemmen. Na de vorming van het kabinet, waar D66 deel van uitmaakte, kwam ze op 31 oktober 2017 alsnog in de Tweede Kamer terecht omdat enkele Kamerleden een bewindsfunctie kregen. Namens D66 was ze in de Tweede Kamer woordvoerder Binnenlandse Zaken en Veiligheid. Op 6 mei 2020 kondigde ze haar afscheid aan als Tweede Kamerlid. Als reden gaf ze dat ze geen "baanbrekende resultaten" had weten te boeken. Op 19 mei 2020 vertrok ze als Tweede Kamerlid. Per 1 juni dat jaar werd ze benoemd tot hoogleraar bij de Nederlandse Defensie Academie.

### Privé
Den Boer is getrouwd met Hans Leijtens, directeur van Frontex. Uit een eerder huwelijk heeft zij twee zonen.